# Munāba
Munāba är en ort i Indien.   Den ligger i distriktet Bārmer och delstaten Rajasthan, i den västra delen av landet, 800 km väster om huvudstaden New Delhi. Munāba ligger 80 meter över havet och antalet invånare är 411.